# Monte Chider
Il Monte Chider (in lingua inglese: Mount Chider) è una imponente montagna antartica, alta 3.110 m, situata 4 km a sudest del Monte Hart, nei Monti dell'Ammiragliato, in Antartide. 
Il monte è stato mappato dall'United States Geological Survey (USGS) sulla base di rilevazioni e foto aeree scattate dalla U.S. Navy nel periodo 1960-64.
La denominazione è stata assegnata dall'Advisory Committee on Antarctic Names (US-ACAN) in onore del capitano di corvetta Thomas J. Chider, pilota di elicotteri dello Squadron VX-6 della U.S. Navy presso la Stazione McMurdo durante l'Operazione Deep Freeze del 1968.